# Till the World Ends
Till the World Ends è una canzone di Britney Spears, secondo singolo che anticipa il suo settimo album, Femme Fatale, uscito tre settimane dopo. Scritta dalla cantante Kesha e prodotta da Dr. Luke, Max Martin e Billboard, Till the World Ends è un brano dalle sonorità eurodance. La pubblicazione ufficiale del brano era prevista per l'11 marzo 2011, anticipata poi al 4 marzo in seguito alla diffusione della canzone online.
Il 23 aprile 2011 viene pubblicato in rete un remix della canzone con la presenza della rapper trinidadiana Nicki Minaj e di Kesha, disponibile per il download su iTunes a partire dal 25 aprile 2011.
Il testo del brano descrive un ballo forsennato in cui la cantante invita a danzare fino alla "fine del mondo". Il tema apocalittico, ripreso poi dal videoclip del brano, si riferisce alla presunta fine del mondo prevista per il 2012 dal calendario Maya.

## Video musicale
Il video musicale di Till the World Ends è stato girato da Ray Kay a Los Angeles, in California. Il 18 marzo 2011 Britney ha pubblicato sulla sua pagina ufficiale di Twitter una foto che la ritraeva nel primo giorno sul set del video.
Il video è stato pubblicato il 6 aprile 2011.
Il video si apre con la data 21 dicembre 2012 con uno sfondo apocalittico dietro. Poi si vedono dei ragazzi che entrano in un tombino dove c'è la Spears che cammina verso la pista da ballo e incomincia a ballare insieme agli altri ballerini. Il video finisce con un raggio di sole che segna la fine dell'apocalisse e il ritorno alla vita normale.
Il giorno dopo la pubblicazione, il video ha ricevuto diverse critiche per il presunto uso di una controfigura per le coreografie più impegnative della clip, dubbio suscitato da alcuni frame del video apparsi in rete: sarebbe la ballerina Tiana Brown (apparsa già nei video di If U Seek Amy e 3) a sostituire Britney in alcune sequenze. Il team della cantante ha subito smentito la notizia; invece il regista del video Ray Kay non ha né confermato né smentito la notizia.. Qualche giorno dopo, la Spears ha pubblicato una versione alternativa del video dove compaiono solo le scene con la coreografia completa, smentendo le voci sulla presenza della controfigura. Nonostante queste polemiche, il video è stato nominato agli MTV Video Music Award del 2011 nelle categorie Best Choreography e Best Pop Video, vincendo in quest'ultima categoria.
Il video ha ottenuto la Certificazione Vevo.

## Remix
Il 26 aprile 2011 è stato pubblicato un remix del brano intitolato Till The World Ends (The Femme Fatale Remix) che vede la collaborazione della rapper trinidadiana Nicki Minaj e della cantante nonché compositrice del brano Kesha. Il remix ha ricevuto parecchie critiche positive per la presenza del dubstep oltre che delle due succitate artiste. La Spears ha spiegato, nel corso di un'intervista, di aver registrato questo remix dopo aver visto gli ottimi risultati ottenuti con il remix del brano di Rihanna S&M che è riuscito a balzare alla prima posizione della Billboard Hot 100. Nella settimana successiva alla pubblicazione del remix, Till the World Ends ha raggiunto il terzo posto della Billboard Hot 100.

## Classifiche
Il singolo debutta alla decima posizione della classifica digitale statunitense con circa 117 000 copie vendute in soli tre giorni. Dopo la sua prima settimana completa, il singolo ha venduto circa 158 000 copie digitali, saltando alla quinta posizione della classifica digitale e raggiungendo la numero 9 della Billboard Hot 100; la settimana seguente il brano scivola alla posizione numero 20 della classifica digitale, vendendo circa 87 000 copie digitali, e fuori dalla top 20 nella Billboard Hot 100. A seguito della pubblicazione del video, il brano riesce a risalire in classifica e rientra in top 10.
| Classifica (2011) | Posizione massima |
| ----------------- | ----------------- |
| Australia         | 8                 |
| Austria           | 43                |
| Belgio (Fiandre)  | 12                |
| Belgio (Vallonia) | 6                 |
| Canada            | 4                 |
| Danimarca         | 7                 |
| Finlandia         | 6                 |
| Francia           | 8                 |
| Germania          | 27                |
| Irlanda           | 7                 |
| Italia            | 30                |
| Norvegia          | 2                 |
| Nuova Zelanda     | 10                |
| Paesi Bassi       | 29                |
| Regno Unito       | 21                |
| Repubblica Ceca   | 19                |
| Russia            | 1                 |
| Slovacchia        | 8                 |
| Spagna            | 11                |
| Stati Uniti       | 3                 |
| Stati Uniti (Pop) | 3                 |
| Svezia            | 4                 |
| Svizzera          | 7                 |

### Classifiche di fine anno
| Classifica (2011) | Posizione |
| ----------------- | --------- |
| Australia         | 71        |
| Belgio (Fiandre)  | 45        |
| Belgio (Vallonia) | 21        |
| Canada            | 26        |
| Danimarca         | 50        |
| Spagna            | 37        |
| Stati Uniti       | 27        |
| Svezia            | 51        |

## Premi
| Anno | Tipo di premio          | Premio                              | Risultato |
| ---- | ----------------------- | ----------------------------------- | --------- |
| 2011 | MTV Video Music Awards  | Migliore video pop                  | Vittoria  |
| 2011 | MTV Video Music Awards  | Miglior coreografia                 | Nominata  |
| 2012 | Billboard Music Awards  | Miglior canzone dance o elettronica | Nominata  |
| 2011 | People' s choice awards | Video Internazionale preferito      | Nominato  |